# برديات أبو صير

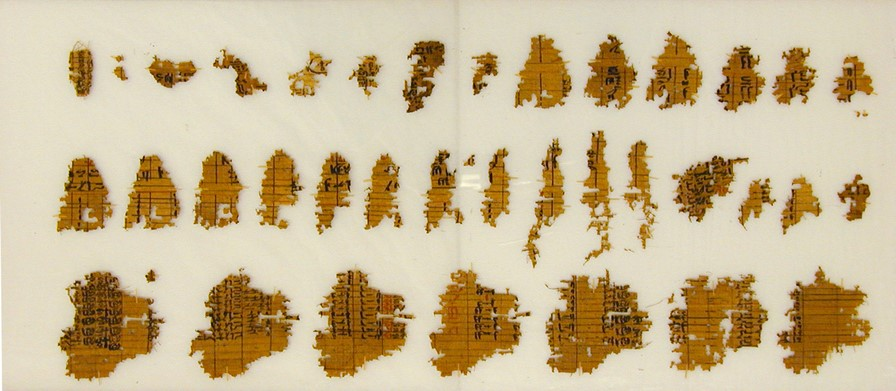
آثار باقية من برديات أبو صير

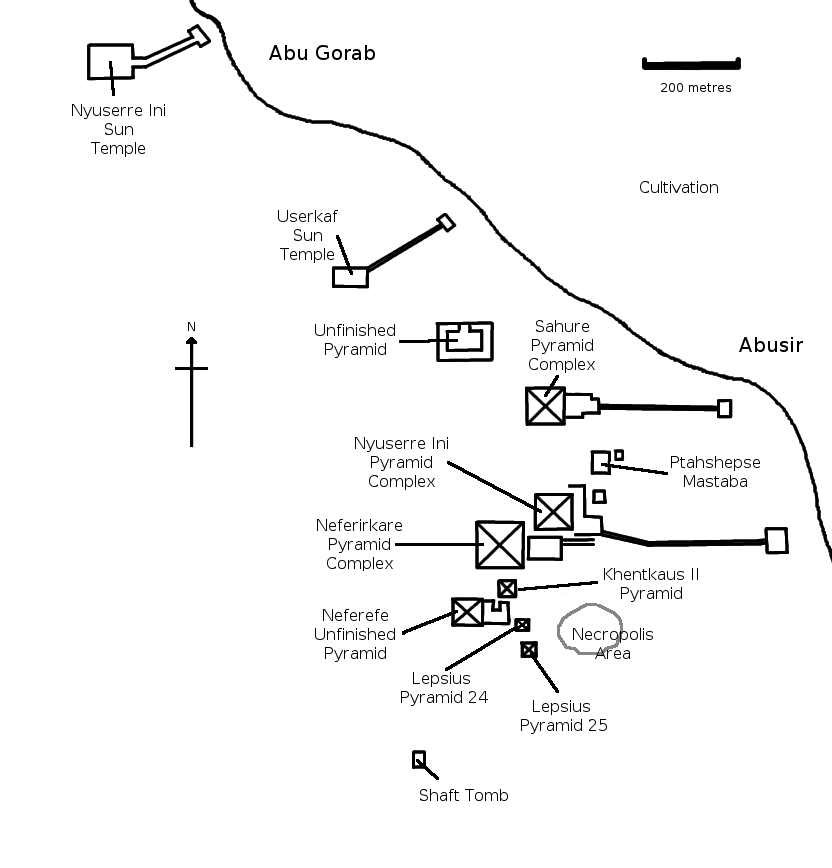
نظرة عامة لمواقع الاكتشافات المختلفة حول مقبرة أبو صير

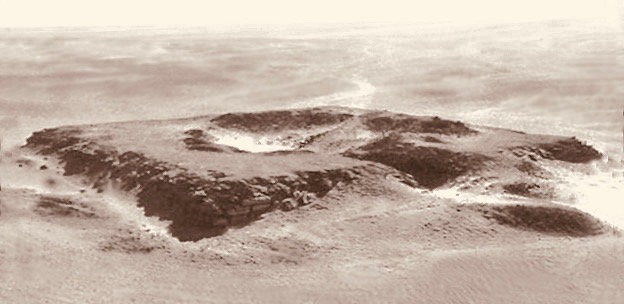
هرم نفر إف رع غير المكتمل في أبو صير

تعتبر برديات أبو صير هي أكبر اكتشافات ورق البردي حتى الآن من عصر الدولة القديمة في مصر القديمة. وقد تم اكتشاف أولى البرديات في عام 1893 في معبد أبو غراب بالقرب من قرية أبو صير شمال مصر. وتؤرخ أصولها إلى القرن الرابع والعشرين قبل الميلاد تقريبًا خلال عصر الأسرة الخامسة في مصر، مما جعلها أيضًا من أقدم البرديات الباقية حتى الآن بالرغم من أن آثارها المتبقية بالية بشدة. وتم بعد ذلك اكتشاف عدد كبير لأجزاء أخرى من مخطوطات في المنطقة.

## المحتويات
تعتبر برديات أبو صير من الاكتشافات الأكثر أهمية للوثائق الإدارية منذ عصر الدولة القديمة. فهي تعطي معلومات مفصلة عن تشغيل معبد الجثث الملكي وتشمل جداول نوبات العمل للكهنة، وقوائم جرد معدات المعبد، وقوائم العروض اليومية للمعبدين الشمسيين في أبو غراب، شمال أبو صير، فضلاً عن الخطابات والتصاريح. وتضم تلك الآثار بقايا لاثنتين من الكتابات المختلفة.
المقدمة مكتوبة بالهيرغليفية المصرية وتبدأ بتاريخ (كان يعبر عن التواريخ في ذلك الوقت بعدد الماشية) يشير إلى عهد الملك جد كا رع أسيس، وبالتالي تعود هذه المخطوطات إلى أواخر عصر الأسرة الخامسة.
آثار البرديات الباقية مكتوبة في أعمدة مقسمة إلى ثلاث قوائم أفقية.
- القائمة الأولى تسرد التواريخ وأسماء المسؤولين
- القائمة الثانية تسرد أسماء المستلمين
- القائمة الثالثة تسرد نوع قطع اللحم التي يتم إمدادها؛ وقد دمر هذا الجزء بشكل كبير

يلخص النص على اليمين المكتوب بالهيراطيقية حصص الحبوب.

## معلومات تاريخية
برديات أبو صير هي مجموعة من أوراق البردي الإدارية التي يرجع تاريخها إلى عصر الأسرة الخامسة. لقد تم العثور على البرديات في مجمعات المعبد للملك نفر إر كارع كاكاي والملك نفر إف رع والملكة خنت كاوس الثانية.
وتم اكتشاف أولى بقايا برديات أبو صير عام 1893 خلال عمليات تنقيب غير شرعية. وكانت تحتوي على مخطوطات تتعلق بالملك نفر إر كارع كاكاي وبالتالي تم بيعها لمختلف علماء المصريات. والمتاحف وقد حدد عالم المصريات الألماني، لودفيج بورشاردت، بعد ذلك موقع الاكتشاف بالقرب من معبد هرم ملك الأسرة الخامسة، نفر إر كارع. وقد تأكدت هذه النظرية من خلال اكتشاف بورشاردت لمزيد من آثار البرديات خلال التنقيب في المعبد. وقد تم العثور على البرديات من مجمع نفر إر كارع كاكاي في غرف التخزين الموجودة بالجزء الجنوبي الغربي للمجمع.
واستنادًا لمعلومات موجودة في برديات أبو صير الأولى، تمكن علماء آثار من التشيك في منتصف السبعينيات بقيادة ميروسلاف فيرنر من العثور على نصب تذكاري جنائزي للملك نفر إف رع مع 2000 قطعة منفصلة إضافية من أوراق البردي. وكانت موجودة أساسًا في غرف التخزين بالجزء الشمالي الغربي بالمجمع. وهناك أدلة على أن البرديات تم تثبيتها في الأصل بأربطة جلدية وتخزينها في صناديق خشبية.
خلال المزيد من عمليات التنقيب بالموقع اكتشفت البعثة التشيكية أيضًا برديات عند النصب التذكاري الجنائزي للملكة خنت كاوس (والدة الملكة خنت كاوس الثانية).
وبعيدًا عن عمليات التنقيب الشاملة في نطاق منطقة هرم أبو صير التي أجراها معهد التشيك لعلوم المصريات التابع لجامعة تشارلز منذ السبعينيات، فقد بدأ معهد علوم المصريات بجامعة واسيدا عمليات تنقيب بالموقع في سبتمبر 1990.

## وصلات خارجية
- Image including column arrangement of the Abusir Papyri
- Translation of the Abusir Papyri